# Szürke kúszókenguru
A szürke kúszókenguru (Dendrolagus inustus) a Diprotodontia rendjéhez, ezen belül a kengurufélék (Macropodidae) családjához és a fakúszó kenguruk (Dendrolagus) nemhez tartozó faj.

## Elterjedése, élőhelye
Új-Guinea északi és nyugati része, valamint Japen és Waigeo szigete területén honos.

## Alfajai
- Dendrolagus inustus finschi
- Dendrolagus inustus inustus